# Knocked Up
Knocked Up is een Amerikaanse romantische filmkomedie uit 2007 van Universal Pictures. Deze werd geschreven, geproduceerd en geregisseerd door Judd Apatow. De film gaat over de vruchtbare gevolgen van een onenightstand tussen een verzorgde ambitieuze journaliste (Katherine Heigl) en een goedaardige, maar ambitieloze nietsnut (Seth Rogen).
Knocked Up won de People's Choice Award voor favoriete komedie van 2008. Daarnaast werd de film genomineerd voor onder meer Satellite Awards voor beste komedie, beste komedieacteur (Rogen) en beste komedieactrice (Heighl).
In 2012 kwam met This Is 40, een spin-off/vervolg, uit.

## Verhaal
Ben Stone  is een 23-jarige aartsluie nietsnut van Joods-Canadese komaf. Hij is een vermoedelijk illegale immigrant vanuit Brits-Columbia, Canada. Hij leeft van inkomsten uit een schadevergoeding uit het verleden. Met zijn huisgenoten werkt hij af en toe aan een op de Amerikaanse "Mr. Skin" lijkende website, maar besteedt hij de meeste tijd aan keet trappen en blowen. 
Allison Scott is een ambitieuze jongedame die net promotie gemaakt heeft tot interviewster voor de camera in tv-uitzendingen. Zij woont samen met haar zus Debbie en Debbies man Pete. Terwijl ze samen met haar zus haar promotie viert, ontmoet ze Ben in een lokale nachtclub, wat uitloopt op een onenightstand in een dronken bui. Tot grote schrik van Allison blijkt ze acht weken later zwanger te zijn van Ben. Omdat Allison een leven als alleenstaande moeder niet ziet zitten, besluit ze Ben beter te leren kennen. Misschien zit er een échte relatie met hem in. 
Ondertussen staat Bens leven op z'n kop vanaf het moment dat hij weet dat hij vader wordt. Hoewel Allison en Ben het goed kunnen vinden met elkaar, blijken ze de verschillen tussen hen ook niet te kunnen negeren. Ondertussen spiegelen ze hun verhouding tot elkaar aan hoe Debbie en Pete met elkaar omgaan.

## Rolverdeling
| Acteur          | Personage                   |
| --------------- | --------------------------- |
| Seth Rogen      | Ben Stone                   |
| Katherine Heigl | Allison Scott               |
| Paul Rudd       | Pete                        |
| Leslie Mann     | Debbie                      |
| Jason Segel     | Jason                       |
| Jay Baruchel    | Jay                         |
| Jonah Hill      | Jonah                       |
| Martin Starr    | Martin                      |
| Charlyne Yi     | Jodi                        |
| Kristen Wiig    | Jill                        |
| Alan Tudyk      | Jack                        |
| Bill Hader      | Brent                       |
| Adam Scott      | Mannelijke verpleger, cameo |

De twee dochters van Apatow en Mann, Maude Apatow en Iris Apatow, spelen de kinderen van Pete en Debbie. Ook spelen enkele bekende acteurs zichzelf in deze film, waaronder Jessica Alba, Steve Carell, Andy Dick, James Franco, Eva Mendes, Ryan Seacrest, Dax Shepard, en Jessica Simpson.

## Achtergrond

### Filmlocaties
Deze film is voornamelijk opgenomen in de Amerikaanse staat Californië.

### Filmreferenties
In deze film komen meer dan 25 filmreferenties voor. Enkele voorbeelden van verwijzingen zijn:
- Back to the Future-trilogie (1985, 1989 en 1990). Ben en Pete discussiëren over de films, de auto en diverse citaten van Dr. Brown.
- Wild Things (1998). Verschillende pikante scènes uit deze film worden vertoond.
- Lost (2004). Ben en Allison praten over Matthew Fox uit de televisieserie "Lost".
- Er is tevens een verwijzing naar Danny Terrance, de zoon van de psychotische moordenaar Jack uit The Shining. In plaats van 'Redrum' wordt er gespot met de 'Red Bush' van Julianne Moore, wiens schaamplek zichtbaar is in de film Short Cuts.